# كايل ستانفورد
كايل ستانفورد (بالإنجليزية: Kyle Stanford)‏ هو فيلسوف أمريكي، ولد في 22 أبريل 1970.